# Конкакафов Златни куп у фудбалу за жене 2006.
Конкакафов Златни куп у фудбалу за жене 2006. је било седмо издање Конкакафовог шампионата, међународног женског фудбалског турнира за нације Северне Америке, Централне Америке и Кариба у организацији Конкакафа. Такође је служио као квалификациони турнир за Светско првенство у фудбалу за жене 2007. Финални турнир је одржан у Сједињеним Државама између 19. и 27. новембра 2006. године.  Сједињене Државе и Канада су биле слободне до полуфинала турнира након што су се такмичиле у финалу Златног купа 2002, док су четири друга места одређена регионалним квалификацијама.
Сједињене Државе су победиле у такмичењу, а Канада је била другопласирана. Оба тима су се аутоматски квалификовала за Светско првенство за жене 2007, док је трећепласирани Мексико изгубио од четвртопласираног АФК Јапана у плеј-офу за упражњено место.

## Земље учеснице
Учествовало је шест националних фудбалских репрезентација чланице Конкакафа, при чему су репрезентације Сједињених Држава и Канаде биле слободне и аутоматски прошли у полуфинале, а четири тима су играла у првом колу за место у полуфиналу:
| Сједињене Државе  | Канада  | Јамајка |
| Тринидад и Тобаго | Мексико | Панама  |

## Завршни турнир

### Прво коло
| 19. новембар 2006. |  | Панама  |  | 0 : 2 |  | Јамајка           |
| 19. новембар 2006. |  | Мексико |  | 3 : 0 |  | Тринидад и Тобаго |

| Јамајка                            | 2 : 0      | Панама |
| ---------------------------------- | ---------- | ------ |
| Оди Саливен 4’ · Венисија Рејд 59’ | (Извештај) |        |

| Мексико                                                          | 3 : 0      | Тринидад и Тобаго |
| ---------------------------------------------------------------- | ---------- | ----------------- |
| Патриција Перез 20’ · Моника Гонзалез 45’ · Марибел Домингез 67’ | (Извештај) |                   |

### Мрежа финалне фазе
|  | Полуфинале       | Полуфинале |                  |   | Финале | Финале |
|  |                  |            |                  |   |        |        |
|  |                  |            |                  |   |        |        |
|  |                  |            |                  |   |        |        |
|  | Сједињене Државе | 2          |                  |   |        |        |
|  | Сједињене Државе | 2          |                  |   |        |        |
|  | Мексико          | 0          |                  |   |        |        |
|  | Мексико          | 0          | Сједињене Државе | 2 |        |        |
|  |                  |            | Сједињене Државе | 2 |        |        |
|  |                  | Канада     | 1                |   |        |        |
|  | Канада           | Канада     | 1                | 4 |        |        |
|  | Канада           |            |                  | 4 |        |        |
|  | Јамајка          | 0          |                  |   |        |        |
|  | Јамајка          | 0          | Треће место      |   |        |        |
|  |                  |            |                  |   |        |        |
|  |                  |            |                  |   |        |        |
|  |                  |            |                  |   |        |        |
|  | Јамајка          | 0          |                  |   |        |        |
|  | Јамајка          | 0          |                  |   |        |        |
|  | Мексико          | 3          |                  |   |        |        |

### Полуфинале
Победници су се квалификовали за Светско првенство у фудбалу за жене 2007.
| Канада                                                          | 4 : 0      | Јамајка |
| --------------------------------------------------------------- | ---------- | ------- |
| Кристин Синклер 40’, 71’ · Рајан Вилкинсон 51’ · Мелани Бут 88’ | (Извештај) |         |

| Сједињене Државе    | 2 : 0      | Мексико |
| ------------------- | ---------- | ------- |
| Еби Ванбак 10’, 64’ | (Извештај) |         |

### Утакмица за треће место
Победник је играо плеј-оф АФК–Конкакаф квалификације.
| Јамајка | 0 : 3      | Мексико                                              |
| ------- | ---------- | ---------------------------------------------------- |
|         | (Извештај) | Моника Окампо 19’ (пен.), 37’ · Марибел Домингез 22’ |

### Финале
| Канада           | 1 : 2 (п.с.н.) | Сједињене Државе                           |
| ---------------- | -------------- | ------------------------------------------ |
| Ренди Хермус 44’ | (Извештај)     | Лесли Осборн 6’ · Кристин Лили 120’ (пен.) |

Финална утакмица је била неизвесна, победа је могла ићи на обе стране. Победоносни погодак за Американке је стигао тек у 120. минуту захваљујући контроверзном једанаестерцу. Кристин Лили је искористила прилику и поготком је довела Американке до шесте титуле Конкаковог Златног купа, треће у низу.
САД и Канада су се квалификовале за Светско првенство у фудбалу за жене 2007. Мексико (Конкакаф) и Јапан (АФК) су ушли у плеј−оф за преостало упражњено место за одлазак на Светско првенство.